# Jaśle
Jaśle – przysiółek wsi Łączna w Polsce położony w województwie świętokrzyskim, w powiecie skarżyskim, w gminie Łączna. 
W latach 1975–1998 przysiółek administracyjnie należał do województwa kieleckiego.